# 椰子半羽花介
椰子半羽花介（学名：Hemicytherura cocois）为尾花介科半羽花介屬下的一个种。